# Atma
Atma (arabsky اطمه‎) je město v severní Sýrii, administrativně součást guvernorátu Idlib, které se nachází severně od Idlibu a východně od hranic s Tureckem. Podle sčítání lidu provedeného Syrským centrálním statistickým úřadem v roce 2004 zde žilo 2 255 obyvatel.

## Historie
Během občanské války v Sýrie zde vznikl uprchlický tábor. Podle agentury Bianet v něm žije ve stanech asi 80 000 lidí. Novou vlnu uprchlíků vyvolala syrská ofenziva v roce 2019.
Nacházel se zde 150 let starý dub, který byl v listopadu 2013 pokácen příslušníky Islámského státu v Iráku a Levantě. Obvinili místní obyvatele, že uctívají strom místo Boha.
Dne 3. února 2022 zde zabil vůdce Islámského státu Abú Ibráhím al-Hášimí al-Kurajší sebe a členy své rodiny odpálením bomby během náletu amerického Společného velitelství speciálních operací. Podle Syrské observatoře pro lidská práva zahynulo při náletu dalších třináct lidí, z toho sedm civilistů.
Mnozí místní obyvatelé byli přítomností al-Kurajšího ve městě „šokování“, včetně al-Kurajšího domácího, který nevěděl, že jeho nájemník je vůdcem Islámského státu.

## Externí odkazy

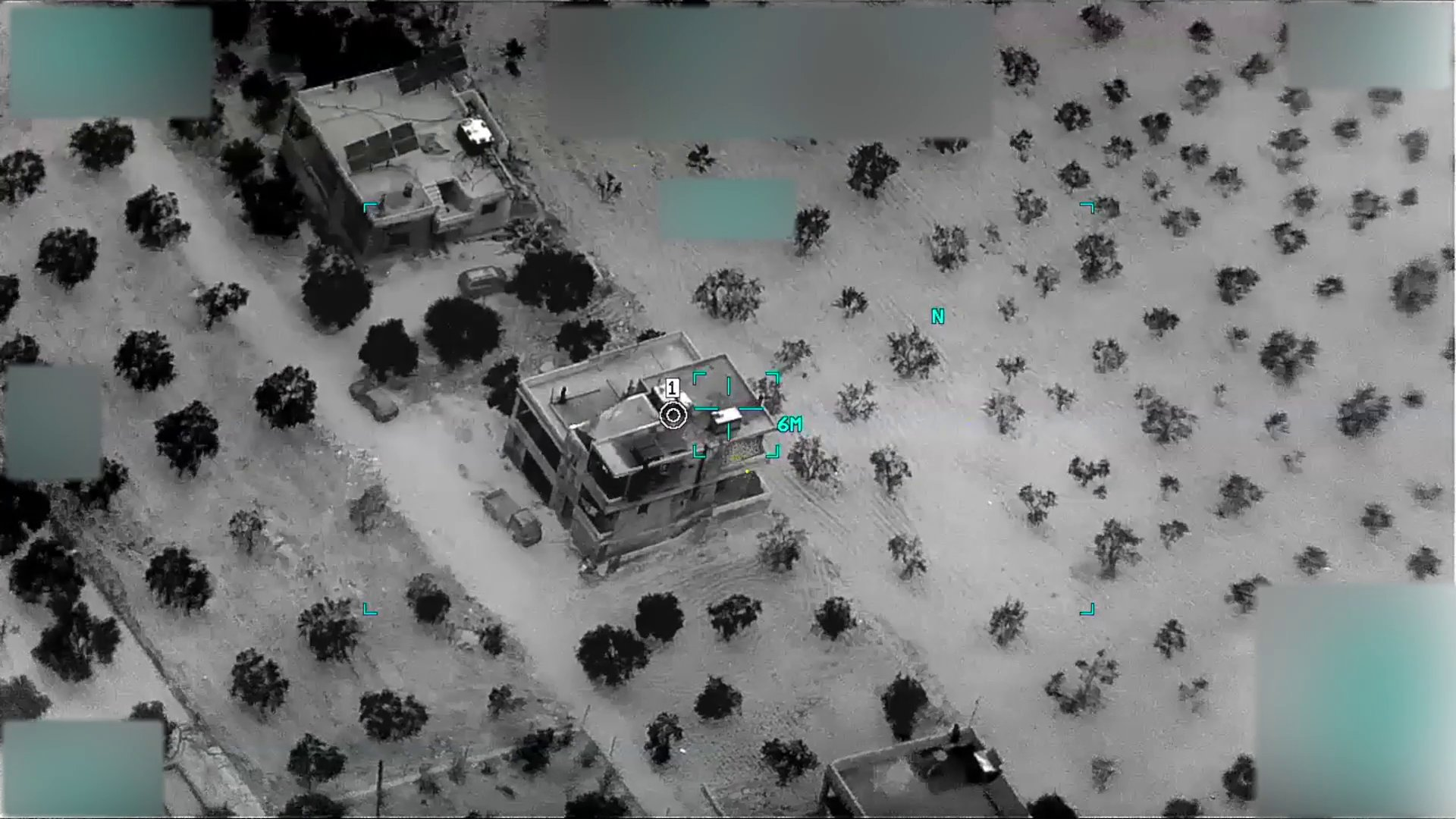
Komplex al-Kurajšího